# Station Karang Tengah
Karang Tengah is een spoorwegstation in de Indonesische provincie West-Java.